# Actiones adiecticiae qualitatis
Actiones adiecticiae qualitatis u prevodu sa latinskog "tužbe koje dodaju kvalitetu" (robu kako bi mogao zaključiti neki obligacioni odnos), tužbe su pretorskoga prava koje omogućuju trećim osobama naplatu duga iz obligacionog odnosa kojeg je, za svog gospodara, zaključio rob (ili alieni iuris).
Dokaz su veštine rimskih pravnika, da se učine valjanim pravni poslovi koje zaključuju robovi (ili alieni iuris) 
Ovim se tužbama omogućuje pravna sigurnost trećih osoba. Naime, sa širenjem rimske teritorija, nije više bilo moguće da pater familias posebno obavlja sve poslove. Te je obveze morao predati sposobnijim sinovima (inače osobama alieni iuris) ili robovima.
Kako bi treće osobe imale jemstvo, kako će se zaključeni obligacioni odnos poštovati, pretor je svojim ediktom zaštitio prava trećih. 
Kako u Rimskom pravu bez tužbe - nema prava (sine actio nulla obligatio) pretorski je Edikt sadržao nekoliko vrsta ovih tužbe: 
1. Actio de peculio;
2. Actio quod iussu;
3. Actio tributoria;
4. Actio institoria;
5. Actio exercitoria
6. Actio de in rem verso.